# Сардури III
Сардури III (Сардур III, Сардури, сын Русы) — царь государства Урарту периода его упадка, годы правления ок. 639—625 гг. до н. э. Современник ассирийского царя Ашурбанипала, знаменитого своей библиотекой.
Ко времени правления Сардури III, государство Урарту ослабло настолько, что Сардури III был вынужден обращаться за помощью к вечному противнику Урарту — Ассирии. Есть мнение, что с этого момента Урарту фактически становится вассальным по отношению к Ассирии государством, а Сардури III называл царя Ассирии «своим господином».
Из ассирийской летописи Ашшурбанипала 638 года до н. э.:

… Иштардури, царь Урарту, цари, предки которого, царям, моим предкам, всегда писали «брат»,— теперь же Иштардури, услыхав о силе и деяниях, которые судили мне великие боги, — как сын своему отцу постоянно пишет: «господин», так и он, согласно этому, стал постоянно писать: «царю, моему господину». Почтительно, покорно он приносит сюда своё тяжкое приношение.

О последнем периоде истории Урарту сохранилось очень мало сведений. Вероятно, что столица Урарту во время правления Сардури III уже переместилась в Тейшебаини, так как урарты фактически не контролировали центр страны. От времени Сардури III сохранилось лишь две клинописные таблички хозяйственного содержания, которые были обнаружены при раскопках Кармир-Блура.
|  |  | |  |  |
|  |  | Вверху: Сведения об отправке рабочих и шести волов для работы на виноградниках. Слева: Царский приказ о переделе земель. Снизу таблички видны следы цилиндрической печати, удостоверявшей подлинность документа. |  |  |